# Strada statale 541 Traversa Maremmana
La ex strada statale 541 Traversa Maremmana (SS 541), ora strada provinciale 541 Traversa Maremmana (SP 541), è una strada provinciale italiana, il cui percorso si snoda nella Provincia di Siena.

## Percorso

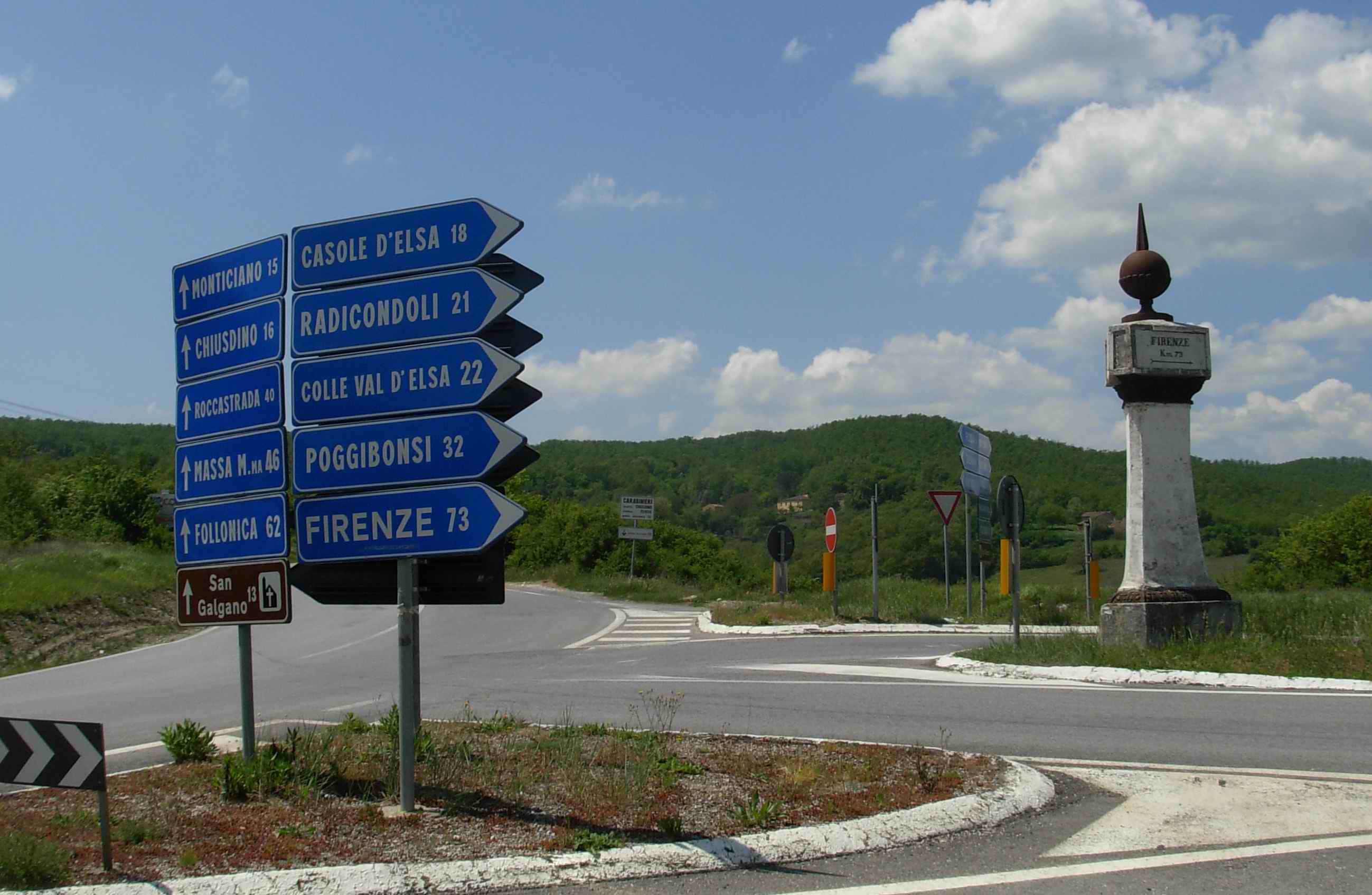
Il bivio tra la SS 73 e la SS 541: la cosiddetta colonna di Montarrenti di epoca granducale

La strada ha origine dalla ex strada statale 73 Senese Aretina nei pressi del castello di Montarrenti, nel comune di Sovicille.
Il percorso segue l'andamento del fiume Elsa, in direzione nord-ovest, passando non lontano da Casole d'Elsa. Da qui prosegue verso nord fino ad arrivare nel centro abitato di Gracciano dell'Elsa e poi in quello di Colle di Val d'Elsa, all'interno del quale si innesta sulla ex strada statale 68 di Val Cecina.
Attualmente il tracciato della SP 541 non attraversa più i centri abitati di Gracciano di Val d'Elsa e Colle di Val d'Elsa, bensì devia verso nord-est, andandosi ad innestare sulle SP 5 e SP 70, nei pressi dello svincolo di Colle di Val d'Elsa Sud del RA 3 Firenze-Siena.
In seguito al decreto legislativo n. 112 del 1998, dal 2001, la gestione è passata dall'ANAS alla Regione Toscana che ha provveduto al trasferimento dell'infrastruttura al demanio della Provincia di Siena.